# Myelomalazie
Die Myelomalazie ist ein Absterben von Gewebe (Nekrose) mit Erweichung (Malazie) des Rückenmarkes (Myelon). Die Ursache ist eine Einblutung oder Kompression, eine akute Minderdurchblutung mit Ischämie oder chronisch bei einer Arteriovenösen Fistel der spinale Dura.

## Pathologie
Bei einer Myelomalazie liegen keine konfluierenden Zysten im Rückenmark vor im Gegensatz zur Syringomyelie. Histologisch sind Mikrozysten, eine reaktive Astrogliose und eine Verdickung der Arachnoidea nachweisbar.

## Ursache
Als Ursachen kommen infrage Myelopathien, Infarkt mit Einblutung, akutes Trauma, auch Bandscheibenvorfall.
Sehr häufig ist die Arteria spinalis anterior beteiligt.
Beim Foix-Alajouanine-Syndrom (angiohypertrophische subakute Myelomalazie) und dem Zentromedullären Syndrom kann eine Myelomalazie ein wesentliches Merkmal sein.

## Klinische Erscheinungen
Je nach zugrunde liegender Ursache kann die Klinik sehr unterschiedlich sein, gemeinsam ist eine partielle oder komplette Querschnittslähmung.